# 1420
Cette page concerne l'année 1420  du calendrier julien. Pour l'année 1420 av. J.-C., voir 1420 av. J.-C.
L'année 1420 est une année bissextile qui commence un lundi.

## Événements
- Juin : début du règne de Zayn al-Abidin[1], sultan du Cachemire (fin en 1470). Il pratique une politique religieuse tolérante, à la différence de ses prédécesseurs.
- 6 septembre : fondation du diocèse de Ceuta[2]. Le franciscain Frei Amaro d'Aurillac est nommé évêque de Ceuta.
- 21 octobre : assassinat du sultan du Maroc Abu Said Uthman ben Ahmad par son vizir[3]. Les Wattassides deviennent tuteurs des Mérinides (fin en 1465). Abu Zakariya Yahya est vizir pour le dernier sultan mérinide Abu Muhammad Abd al-Haqq, âgé d'un an à la mort de son père.

- Le marchand vénitien Nicolò de' Conti visite la ville de Vijayanagar (Inde)[4].

### Europe
- 5 janvier, Arras : Philippe le Bon, duc de Bourgogne, ratifie la convention qui liait son père aux Anglais[5].
- 17 janvier : Charles VI lance des lettres patentes, qui interdisent aux Parisiens d’obéir à son fils le dauphin Charles. Isabeau de Bavière, brouillée avec son fils, s’allie à Philippe le Bon et aux Anglais[6].
- 12 février : attentat de Champtoceaux[7] ; les comtes de Penthièvre enlèvent Jean V de Bretagne, libéré le 4 juillet grâce à l'action de son épouse Jeanne de France.
- 17 mars : publication à Breslau par le légat du pape Martin V de la bulle de croisade contre les Hussites[8]. Sigismond de Luxembourg mène la croisade.
- 20 mars[9] : création du Parlement de Toulouse. Il siège irrégulièrement à Toulouse et à Béziers jusqu'au 7 octobre 1428, pour être définitivement installé en 1444.

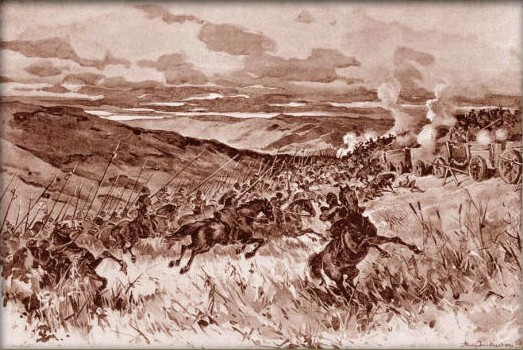
25 mars : bataille de Sudoměř.

- 25 mars : Jan Žižka, issu de la petite noblesse de la Bohême du Sud, est victorieux des croisés à la bataille de Sudoměř[10].
- 20 avril : Dans un manifeste solennel, les nobles tchèques déclarent ne plus reconnaître l’empereur Sigismond pour souverain légitime, ne voulant voir en lui que l’ennemi de leur patrie[11].
- Avril-mai : une armée turque attaque la Valachie[12] et son prince Mihail Ier meurt au combat en août.

- 20 mai :
  - traité de Troyes, promulgué le lendemain[13] - La reine Isabeau de Bavière, au nom de son mari fou Charles VI de France, déclare Henri V de Lancastre Haeres et Regens Franciae. Le Dauphin Charles est déclaré bâtard par sa mère, la reine Isabeau de Bavière. Il refuse le traité de Troyes et s’assure l’appui du centre et du sud de la France.
  - Jan Žižka se rend maître de Prague qui devient le bastion de la réforme hussite. Le peuple saccage églises et couvents fidèles au catholicisme[14]. Les bourgeois allemands fuient. Les taborites forment une communauté égalitariste ; ils se rassemblent à Tábor sous la direction de Jan Žižka.
- 25 mai : Henri le Navigateur, gouverneur de Ceuta, est nommé par le pape administrateur de l’ordre du Christ, riche congrégation qui a hérité des possessions portugaises des Templiers[15].
- 2 juin : Henri V de Lancastre se marie avec Catherine de Valois, fille de Charles VI, mariage prévu par le traité de Troyes[16].
- Juin : le Frioul et l'Istrie passent sous l'autorité de la république de Venise[17].Sigismond de Luxembourg, roi de Hongrie, abandonne la Dalmatie à Venise.
- 30 juin : les croisés assiègent Prague[18].
- 12 juillet : Golpe de Tordesillas. L'infant d'Aragon, Enrique, s'empare de la personne du roi Jean II de Castille[19].Le roi parvient à fuir le 28 octobre.

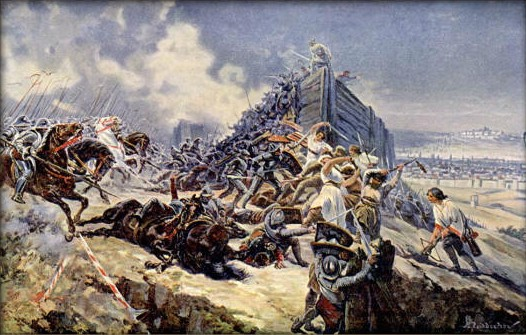
14 juillet : bataille de Vitkov.

- 14 juillet, Bohême : les croisés, rassemblés en hâte, se font écraser par les Taborites à la bataille de Vitkov (Žižkov)[18].
- 21 juillet : les magistrats de Prague ordonnent la confiscation des biens des émigrés[20].
- 1er août : l’université de Prague se déclare autorité suprême de l’Église et approuve un programme en « Quatre Articles » reprenant l’essentiel de la doctrine hussite : communion sous les deux espèces (utraque species) qui marque le retour à l’Église primitive ; liberté de prédication ; pauvreté évangélique des prêtres ; punition des péchés mortels par l’autorité séculière, réhabilitation de la langue vernaculaire dans les offices[21].
- 4 août : Jean II de Castille épouse Marie d'Aragon à Ávila[22].
- 13 août : Alphonse V d'Aragon met le siège devant Bonifacio mais échoue le 5 janvier 1421 à la suite de l'intervention génoise[23]
- 15 août :
  - Louis III d'Anjou met le siège devant Naples avec l'aide d'une flotte génoise. Il prend Castellammare[24]. Il est délogé le 6 septembre par l'intervention d'Alphonse V d'Aragon[25] et doit se retirer à Aversa.
- 17 août : Guillaume II de Narbonne vend le Judicat d'Arborée à Alphonse V d'Aragon pour 100 000 florins d'or[26].
- 25 août :
  - les Ottomans sont maitres de Kilia et de Cetatea Albă[27]. Le prince Mihail Ier est tué lors d'une contre-offensive[28]. Dan II de Valachie lui succède mais Mehmed Ier installe sur le trône de Valachie un autre fils, illégitime, de Mircea l'Ancien. Le trône de Valachie devient l’enjeu de luttes entre les descendants de Mircea l’Ancien et ceux de son frère Dan Ier. Les premiers (surnommés Dràculesti) s’appuient sur le sultan, les seconds sur le roi de Hongrie. À partir de 1422, le voïévode Dan II (règne de 1420 à 1431 avec interruptions) combat les Turcs et leur protégé, Radu le Chauve (Praznaglava), et leur inflige de sanglantes défaites avec l’aide des Hongrois.
  - vendanges précoces à Dijon[29] et dans le nord de la France (29 août). Échaudage des blés et famine jusqu’en Espagne.
- 3 septembre : régence de Murdoch Stuart sur l'Écosse à la mort de son père Robert Stuart, pendant la captivité du roi Jacques Ier (fin en 1424)[30].
- 22 septembre : retour de Martin V à Rome[31].
- 24 septembre[32] : victoire des ottomans en Transylvanie près des Portes de Fer[33]. Opérations des Turcs en Transylvanie du sud qui assiègent vainement Sibiu. Ils tentent de prendre Brașov en mars 1421.
- Septembre :
  - Corse : Alphonse V d'Aragon s'empare de Calvi[34].
  - Hradiště, Bohême : la majorité des taborites élisent un évêque, Nicolas de Pelhřimov (Mikuláš z Pelhřimova), qui réduit le dogme et la liturgie aux bases évangéliques[35].
- 24 octobre : Isabelle Ire de Lorraine épouse à Nancy René d'Anjou[36].
- 29 octobre : Jean II de Castille, retenu par son beau-frère l'infant Henrique à Talavera de la Reina, s'enfuit avec l'aide de son favori Alvaro de Luna[37]. Début d'une révolte des nobles castillans conduits par Alvaro de Luna. Ils réussiront à chasser les infants d’Aragon, véritables maîtres de la Castille, au terme de dix ans de guerre civile.
- 1er novembre, Bohême : Sigismond de Luxembourg est battu par les Taborites à Vyšehrad[10]. Après Vyšehrad, Pierre de Chelčice (1390-1460) quitte Prague[38]. Il écrit en tchèque son hostilité à l’Église, à la hiérarchie laïque des ordres et prône une communauté évangélique non violente (1420-1440). Il fonde une communauté à Kunvald, en Bohême orientale, l’Union des frères ou Frères bohémiens.
- 1er décembre : entrée solennelle de Philippe de Bourgogne, de Charles VI et d’Henri V dans Paris[39].
- 4 décembre : le pape Martin V déclare pour héritiers légitimes du royaume de Naples Louis III d'Anjou dans le cas où la reine Jeanne II de Naples décéderait sans enfants[40].
- 6 décembre : réunis à l'Hôtel Saint-Pol à Paris par Henri V d'Angleterre et Charles VI de France, les États généraux approuvent la paix avec l’Angleterre et accordent la couronne au roi d'Angleterre à égalité avec le roi de France[41].
- 27 décembre : rappelé par les Communes, Henri V quitte Paris pour Londres[42].